# Ranzion
Der oder die Ranzion ist eine vom 15. bis 19. Jahrhundert gebräuchliche Bezeichnung für Lösegeld (Geldbetrag für den Loskauf aus der (Kriegs-)Gefangenschaft sowie für gekaperte Schiffe etc.). Auch wurde der Loskauf oder der Gefangenenaustausch selbst so bezeichnet. Das Freikaufen oder Austauschen von Gefangenen hieß „ranzionieren“. Ein „Ranzionierter“ war ein durch Loskauf, Austausch oder Flucht aus der Kriegsgefangenschaft freigekommener einzelner Soldat. Als „ranzioniert“ bezeichnete daher die Umgangssprache des 18. und 19. Jahrhunderts ganz allgemein jemanden, der sich aus einer üblen Lage befreit hatte. Der Loskauf von (christlichen) Gefangenen und Sklaven galt seit Laktanz († um 320) als Werk der Barmherzigkeit; diesem Zweck widmete sich vorrangig der Orden der Mercedarier (lateinisch Ordo Beatae Mariae de Mercede Redemptionis Captivorum).
Der Ursprung der Bezeichnung wird im altfranzösischen Wort rançon bzw. raençon gesehen, was sich aus dem Lateinischen redemptio („das Loskaufen“) herleitet.

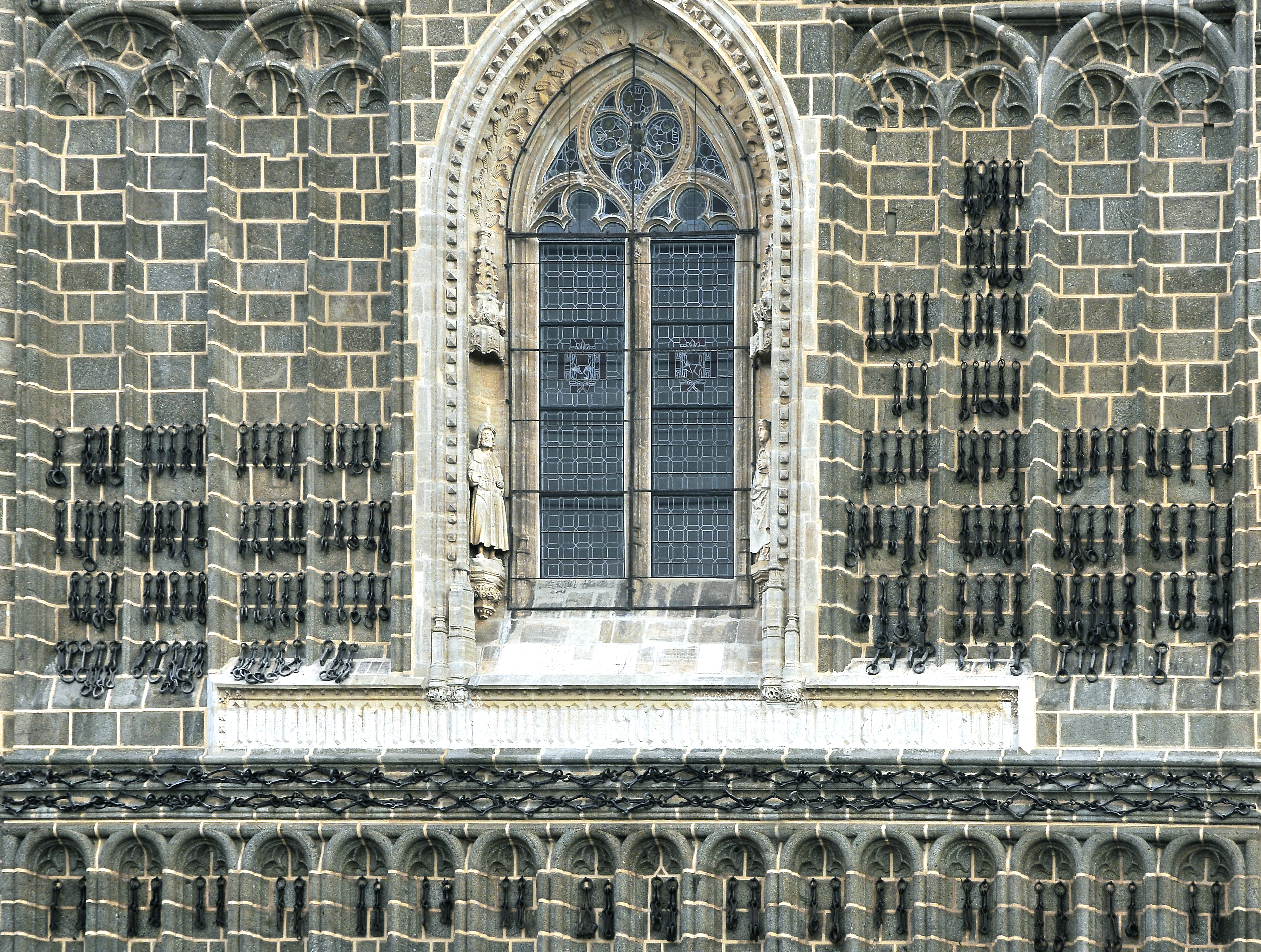
Ketten von freigekauften Christen an der Kirche San Juan de los Reyes in Toledo

## Vom Altertum bis zur Französischen Revolution
Im europäischen Mittelalter setzte sich zunehmend die Praxis durch in einer kriegerischen Auseinandersetzung wohlhabende Kämpfer, meist Adelige, gefangenzunehmen, statt sie zu töten und von ihnen ein Lösegeld zu fordern. – Seit der Zeit des Dreißigjährigen Krieges gab es Verträge zwischen den kriegführenden Mächten, die für die verschiedenen Dienstgrade unterschiedliche Ranzionen festlegten. Daneben gab es auch den Gefangenenaustausch. Nach einem Cartel-Vertrag (Kartell- oder Loslassungsvertrag) zwischen Österreich und Schweden aus dem Jahre 1642 waren zu zahlen:
- für einen commandierenden General 30.000 Thaler,
- für einen Obersten 1.000 Thaler,
- für einen Rittmeister 200 Thaler,
- für einen Capitän 150 Thaler,
- für einen Marketender 30 Thaler,
- für einen Reiter 6 Thaler,
- für einen Musketier 4 Thaler.

Auch für die Auseinandersetzungen zwischen Frankreich und England im Jahr 1780 wurde ein solcher Vertrag geschlossen. Hierbei mussten jeweils 60 Pfund Sterling als Lösegeld gezahlt werden für
- einen französischen Vizeadmiral,
- einen englischen kommandierenden Admiral (en chef),
- einen französischen Marschall,
- einen englischen Feldmarschall oder
- 60 Matrosen oder
- 60 gemeine Soldaten.

(Ein Gemeiner ging also mit 1 Pfund Sterling in die Rechnung ein.)
Daneben existierte die „Auswechselung“ auf einer Rangstufe (z. B. Leutnants gegen Leutnants), wobei das Regiment, das in einem Kampf eine Anzahl Gefangene gemacht hatte, die entsprechende Zahl eigener Regimentsangehöriger aus der gegnerischen Gefangenschaft auswechseln konnte. Die Auswechselung fand im Krieg während eines eigens dazu vereinbarten Waffenstillstands statt.

## Von der Französischen Revolution bis zum Ersten Weltkrieg
Als zu Beginn des Ersten Revolutionskriegs Frankreich im Jahre 1792 erklärte, dass es keine Ranzion mehr zahlen werde, gab es in Europa nur noch die Auswechselung. Im Ersten Weltkrieg kam es lediglich zum Austausch „dauernd unbrauchbarer Kriegsgefangener“.

## Vorkommen des Begriffes in der Literatur

### Wilhelm Raabe:Die Schwarze Galeere
… schon längst weder Pardon noch Ranzion. Für Barmherzigkeit wurde es geachtet, wenn man die gegenseitigen Gefangenen kurzweg niederstieß oder sie an der Rahe aufhing und sie nicht langsam auf die grausamste Art zu Tode marterte, sie nicht auf dem Verdeck kreuzigte und mit dem genommenen Schiff versenkte.

### Friedrich de la Motte-Fouqué:Das Schauerfeld – Eine Rübezahlsgeschichte
… und Silbertaler im ehrlichen, offnen Kampfe von einem tapfern Welschen gewonnen habe, den er bezwungen und ihm für diese Ranzion das Leben geschenkt. …

### Berlinische Privilegirte Zeitung, 23. Januar 1748
… so wie man hingegen die erstbesagte Gefangene selbst ohne die geringste Ranzion ausliefern würde, sobald entweder der Friede geschlossen worden; …
… in die größte Gefahr zu setzen, nicht erdencken, auf was vor Art ich den Gouverneur etwa einen geschickten Vorschlag wegen meiner Ranzion thun wolte. …

### Der Dreißigjährige Krieg in der Heidenheimer Gegend
Sonderlich der Kapitän ein rechter Vogel gewesen, dem man wegen Herrn Collega (ersten Pfarrer) und meiner 6 Taler Ranzion (Lösegeld) geben müssen. …